# L'età dell'oro (fumetto)
L'età dell'oro (L'âge d'or) è un fumetto fantasy scritto e disegnato da Cyril Pedrosa, con la collaborazione ai testi di Roxanne Moreil.
L'opera, composta da due volumi è stata pubblicata tra il 2018 e il 2020 in Francia per i tipi di Dupuis, mentre l'edizione italiana è stata curata da BAO Publishing.
L'età dell'oro segna il ritorno del fumettista francese dopo tre anni dalla sua ultima fatica, Gli equinozi, e racconta la storia di Tilda, una principessa costretta alla fuga dal suo stesso regno, dopo che la corte le si era rivoltata contro in seguito alla morte del padre. Accompagnata dal cavaliere Tankred e dallo scudiero Bertil, intraprenderà un viaggio alla ricerca dell'unico signore feudale che ancora le è fedele. Il titolo del racconto prende il nome da un testo descritto nella storia, L’età dell’oro, in cui si narra di una terra passata dove regnava la pace e l’uguaglianza.
La prima parte del graphic novel, uscita nel settembre 2018, riscontrò pareri favorevoli da parte della critica. I commentatori lodarono i disegni panoramici e trovarono nei temi fantasy argomenti di stretta attualità come il ruolo della donna, la corporeità e la questione dell’uguaglianza, che configuravano il volume come «un’avventura che parla del presente, imbastendo un immaginario affascinante».

## Trama
Il regno di Lantrevers si sta sgretolando a causa delle manovre politiche dei duchi interessati al potere invece che alla serenità del popolo. Il re Ronan è morto, al comando restano la regina, la primogenita Tilda e il fratello minore di quest'ultima. Esiliata dal fratello che ha reclamato il titolo di re per sé, Tilda intraprenderà un viaggio per scoprire che il destino ha in serbo per lei piani più grandi di quanto potesse immaginare. Accompagnata dal cavaliere Tankred e dallo scudiero Bertil, intraprenderà un viaggio alla ricerca dell'unico signore feudale che ancora le è fedele.

## Accoglienza
La prima parte de L'età dell'oro ottenne un buon riscontro da parte della critica, che elogiò in particolare lo stile di disegno raffinato di Pedrosa e le scelte cromatiche compiute. Andrea Fiamma, su Fumettologica, scrisse che: «l’impianto scenografico de L’età dell’oro è tutto un vorticare attraverso lande color zucchero filato, prati magenta, colline pervinca e cieli color glicine».

## Edizioni
- Cyril Pedrosa, Roxanne Moreil, L'età dell'oro (volume 1), traduzione di Michele Foschini, I° edizione, Bao, 2018,  p. 232, ISBN 978-88-3273-128-6.

- Cyril Pedrosa, Roxanne Moreil, L'età dell'oro (volume 2), traduzione di Michele Foschini, I° edizione, Bao, 2020,  p. 192, ISBN 978-88-3273-519-2.